# Benoît Fourneyron
Benoît Fourneyron, född 31 oktober 1802 i Saint-Étienne, död 31 juli 1867, var en fransk ingenjör och turbinkonstruktör.
Fourneyron anställdes 1819 som ingenjör vid gruvorna i Le Creusot, bosatte sig sedan i Paris och deltog omkring 1848 i det politiska livet där. Han är i synnerhet känd genom uppfinningen eller åtminstone fullkomnandet av den hydrauliska maskin, som fått namnet Fourneyronska turbinen, och för vilken han 1834 av franska vetenskapsakademien erhöll ett pris på 6000 franc. Han skrev om denna maskin i sina memoarer "Mémoires sur les turbines hydrauliques et leur application en grand" (1841).